# Vilarouco
Vilarouco ist ein Ort und eine ehemalige Gemeinde (Freguesia) im portugiesischen Kreis São João da Pesqueira. Die Gemeinde hatte 328 Einwohner (Stand 30. Juni 2011).
Am 29. September 2013 wurden die Gemeinden Vilarouco und Pereiros zur neuen Gemeinde União das Freguesias de Vilarouco e Pereiros zusammengeschlossen. Vilarouco ist Sitz dieser neu gebildeten Gemeinde.